# Édesvízi doktorhal
Az édesvízi doktorhal vagy piros szívogató márna (Garra rufa) a sugarasúszójú halak (Actinopterygii) osztályának pontyalakúak (Cypriniformes) rendjébe, ezen belül a pontyfélék (Cyprinidae) családjába tartozó faj. Biológiai terápiára alkalmazzák gyógyfürdőkben, újabban Magyarországon is. Kedvező kozmetikai hatása egyértelmű, orvosi alkalmazásának lehetőségei vitatottak.

## Előfordulása
Eredetileg Nyugat-Ázsia szubtrópusi területein, meleg vizekben él, többek között a törökországi Kangal-vidék melegvíz-forrásaiban. A 15–28 Celsius-fokos vizet kedveli. Megtalálható Törökország, Szíria, Jordánia, Izrael, Palesztina, Irak és Irán területén, egyebek mellett a Kızılırmak, Seyhan, Ceyhan, Orontész, Jordán, a Tigris és az Eufrátesz vízrendszerében, de a lefolyástalan medencék sós tavaiban is, bár az állóvizeket inkább kerüli. Gyakran előfordul még csatornák szennyezett vizében is.

## Megjelenése
Alsó szájállású, tapadókorongos szájú faj. Általában 10–12 centiméter hosszú, de a maximális mérete elérheti a 14,1 centimétert is. A hátúszóján 4 tüske és 8 sugár van. Hasonlít a moszatevő márnára és a Loricariidae-fajokra. Színe a világosszürkétől a sötétbarnáig változhat a környezettől és a közérzettől függően. A hímeken „nászkiütések” jelennek meg ívási időszakban: fehér pöttyök, apró duzzanatok az orron és a fejen.

## Életmódja, alkalmazása
A természetben igen meleg vizekben él, ahol nagyon kevés a táplálék. Ezért alakult ki az az élelemszerzési szokása, hogy a vízbe lépő állatok, emberek bőréről lecsipkedi az onnan eltávolítható szerves anyagot, elhalt hámréteget. Ezt a tulajdonságát a környék lakói is már régen felismerték, és alkalmazták emberek bőrbetegségeit ápolására, kezelésére. A feljegyzések szerint Nagy Sándor is kipróbálta. A hal a vízbe fürdőzni járó emberek bőrének, felső hámrétegének elhalt szöveteiből, beteges felületeiből szerzi táplálékát.
A 21. század fürdőkultúrájában, a wellness terápiák során a garra rufa ezen tulajdonságára sajátos terápiás ágazat épült. Az édesvízi doktorhal sok bőrbetegség, elváltozás tüneteit enyhíti, gyógyítja, például az ekcéma, a pikkelysömör, az akné, különféle bőrgombák esetében, de az egészséges bőr felesleges hámrétegeinek, a bőrkeményedéseknek az eltávolításában is hasznos. Gyorsítja a sérülések utáni hámosodást, segít eltüntetni a nyári leégés utáni foszló hámrétegeket finom szívogatással, csipegetéssel, ami egyáltalán nem kellemetlen a kezelt személy számára.
A terápia egyszerű. A végtagokat belemerítik egy vízzel teli tartályba, amelyben a haldoktorok úszkálnak. A garra rufák ezután apró szájukkal lerágják a beteg vagy elhalt felhámréteget a vízbe merített bőrrészről. A kezelés kíméletes, fájdalommentes, a harapdálások nem fájnak, nyomot sem hagynak, maximum enyhe bőrpír keletkezik. Az elvastagodott bőrrészek eltűnnek.
A hal tenyésztésével, kereskedelmével, a kúrák helyére történő kiszállításával külön cégek foglalkoznak. A halak az emberi betegségeket nem terjesztik, a cégek pedig erősen ügyelnek a higiéniára, a kezelő medencék, tartályok vizét UV szűrőkkel is fertőtlenítik.
A garra rufa az akváriumokban is hasznos, kiváló takarító, összeszedi a többi hal által meghagyott tápmaradékokat, törmelékeket. Békés, társas hal, csapatban is gondozható. A növényeket nem bántja, és átlag szűréssel és oxigénszinttel megelégszik.

## Képek

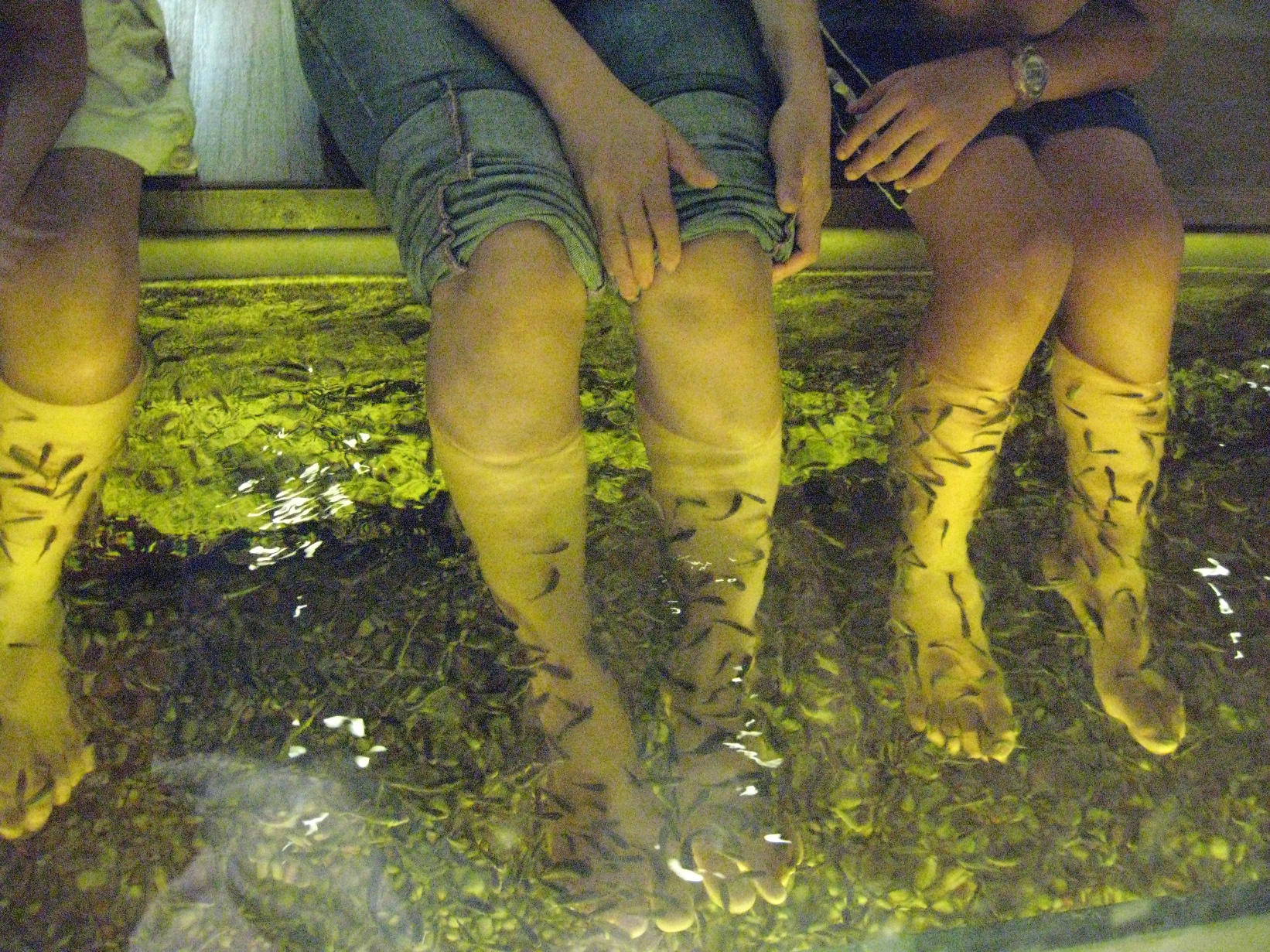
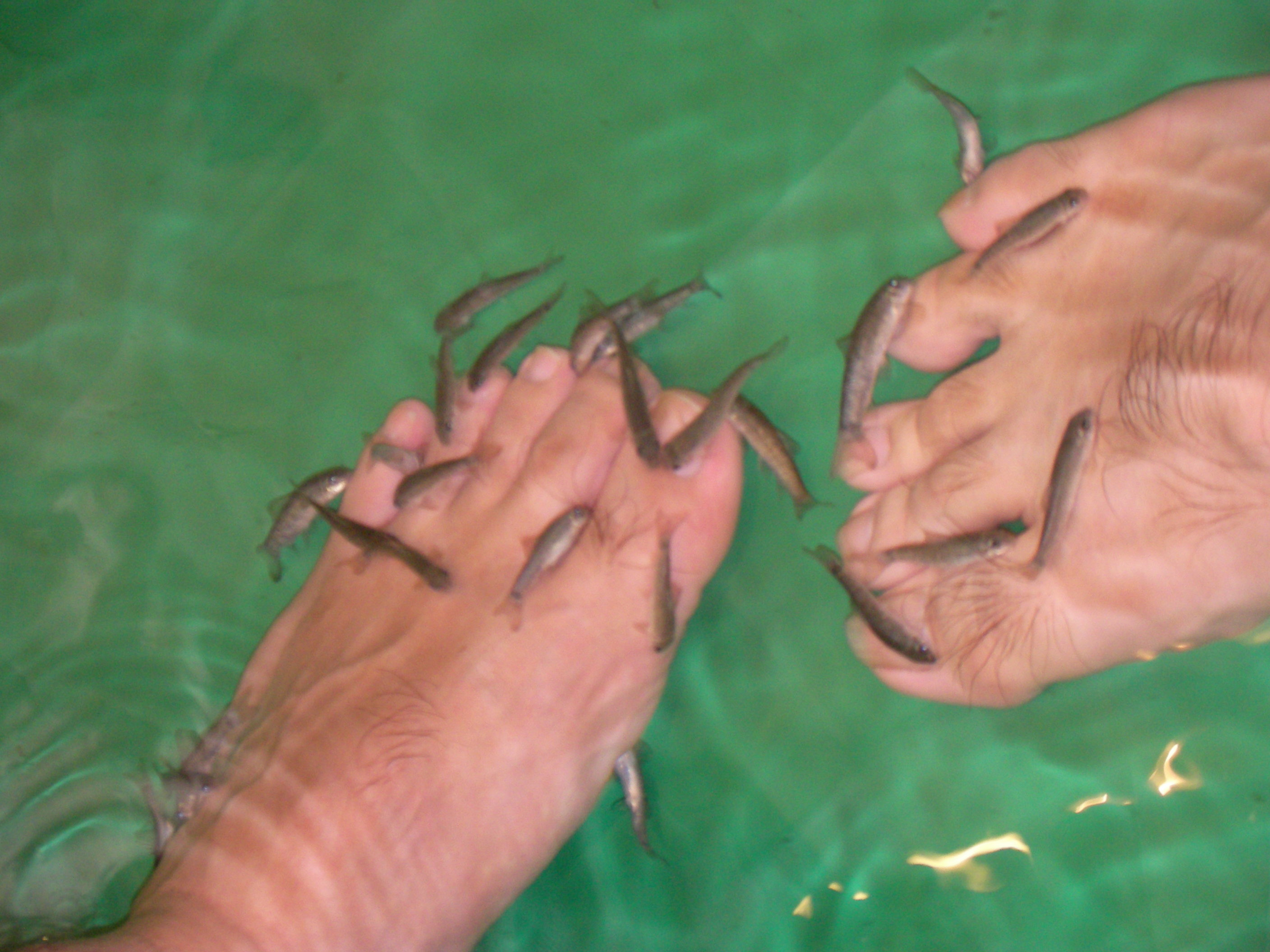

## Fordítás
- Ez a szócikk részben vagy egészben  a   Red garra című angol Wikipédia-szócikk ezen változatának fordításán alapul.  Az eredeti cikk szerkesztőit annak laptörténete sorolja fel. Ez a jelzés csupán a megfogalmazás eredetét és a szerzői jogokat jelzi, nem szolgál a cikkben szereplő információk forrásmegjelöléseként.